# Scorie (programma televisivo)
Scorie è stato un programma televisivo di Rai 2.

## Descrizione
È stato condotto prima da Nicola Savino con Claudia Galanti, Debora Salvalaggio e Dj Angelo (2008), poi affiancato da Laura Barriales (2009), in onda il lunedì in seconda serata e in replica il sabato, sempre su Rai 2, nella fascia preserale con un collage dei momenti migliori (Scorie di Scorie). Tra gli ospiti fissi Rocco Tanica nelle vesti di "Maestro Sergione" e Massimo Bagnato. Dal 16 settembre 2009 la conduzione va ad Elena Di Cioccio, sempre in diretta seconda serata, ma il mercoledì. Ospite fisso rimane Rocco Tanica con interventi di Giorgio Ganzerli, Brenda Lodigiani, Massimo Bagnato ed Antonio Ornano. Il commento sonoro è del Gruppo Elettrogeno, band milanese vicina ad Elio e le Storie Tese. 
Il programma, realizzato in modo "aperto" in uno studio televisivo di Milano, incoraggia il pubblico a interagire con i conduttori e a portare filmati da casa, alcuni dei quali vengono trasmessi durante la trasmissione. Gran parte della trasmissione è realizzata utilizzando video bizzarri o fotomontaggi reperiti da internet, in molti casi già noti a chi frequenta il web. Sono mostrati anche divertenti fuori onda delle principali fiction e reality o talent show della Rai, in particolare X Factor.